# マイク・ダーニン
マイク・ダーニン（Mike Daneen 生没年不詳）は、アメリカ合衆国出身で、日本で活動した俳優。マイク・ダニン、マイク・ダニーンともクレジット表記された。

## 映画
- 危うしGメン 暗黒街の野獣（1960年 伊賀山正光監督、第二東映） - ロム
- 太平洋のかつぎ屋（1961年 松尾昭典監督、日活）- ジム・ブラック
- 闇に流れる口笛（1961年 牛原陽一監督、日活）- ウィリアム
- 拳銃横丁（1961年 山崎徳次郎監督、日活） - チャールズ
- ブルータウン 青い街の狼（1962年 古川卓巳監督、日活） - ベン
- 青い街の狼（1962年 古川卓巳監督、日活） - ベン
- ギャング同盟（1963年 深作欣二監督、東映）- 外人の紳士
- ど根性物語 銭の踊り（1964年 市川崑監督、大映） - クロード・デントン
- 100発100中（1965年 福田純監督、東宝）- ユベール・ルボワ
- 海底大戦争（1966年 佐藤肇監督、東映）- ハイム博士
- 宇宙大怪獣ギララ（1967年 二本松嘉瑞監督、松竹）- スタイン
- 監獄への招待（1967年 井上昭監督、大映） - フリッツ・グラウ
- 戦後残酷物語（1968年 武智鉄二監督、大映） - ミラー少佐
- 陸軍中野学校 竜三号指令（1967年 田中徳三監督、大映） - オストロフ
- 陸軍中野学校 開戦前夜（1968年 井上昭監督、大映） - ジョセフ・ケント
- 荒野の渡世人（1968年 佐藤純彌監督、東映）- ラッカー
- 恐怖女子高校 不良悶絶グループ（1973年 志村正浩監督、東映）- G・H・シェパード
- 恐怖女子高校 アニマル同級生（1973年 志村正浩監督、東映）- スペンサー

## テレビドラマ
- 青春放課後（1964年3月23日、NHK） - ローガン
- マイティジャック（1968年 円谷プロダクション・フジテレビ）第1話「かかった罠はぶっ飛ばせ!」 - パックのボス